# ごみ収集

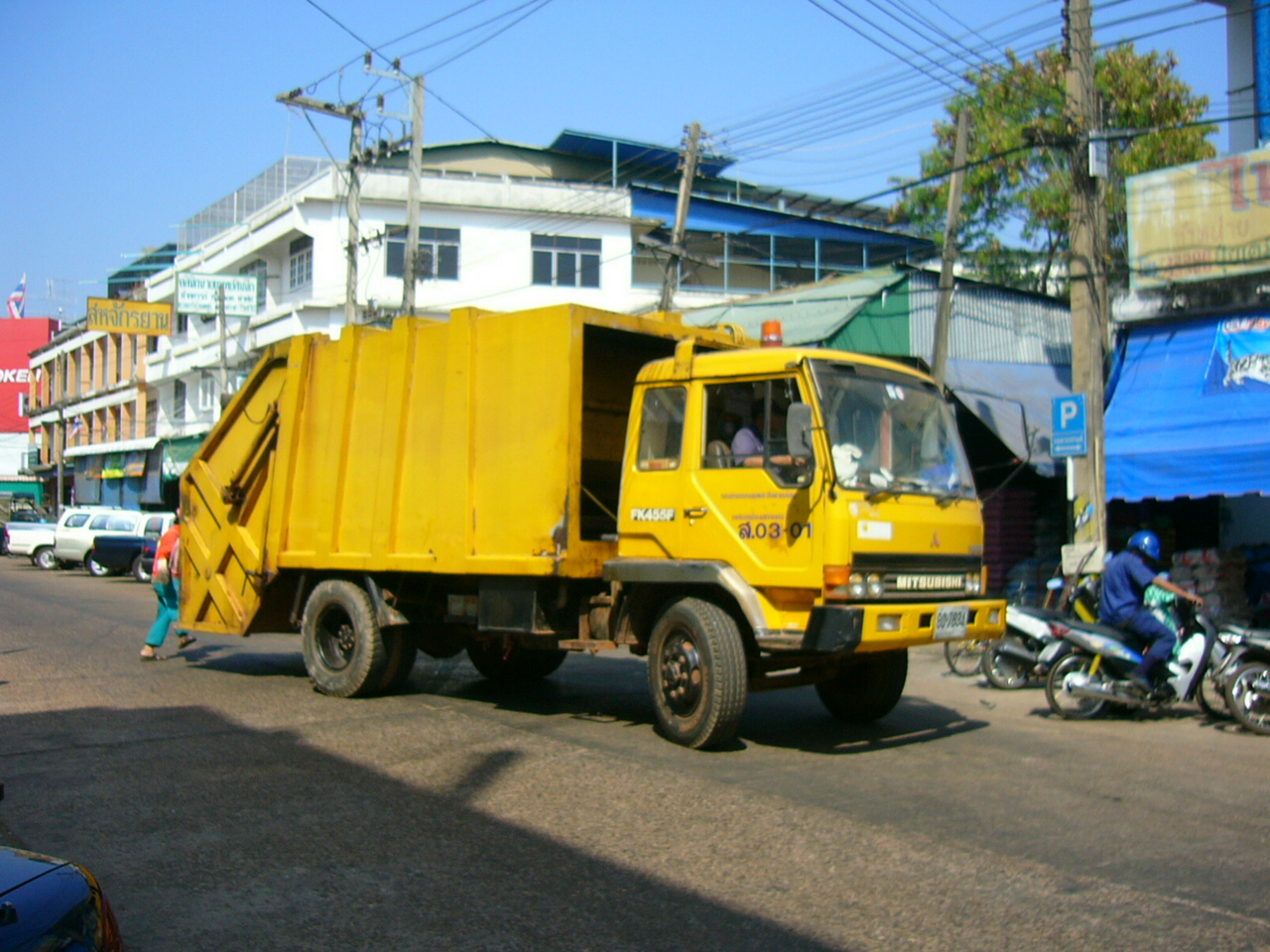
ごみ収集車（タイ王国サコン・ナコーンにて）

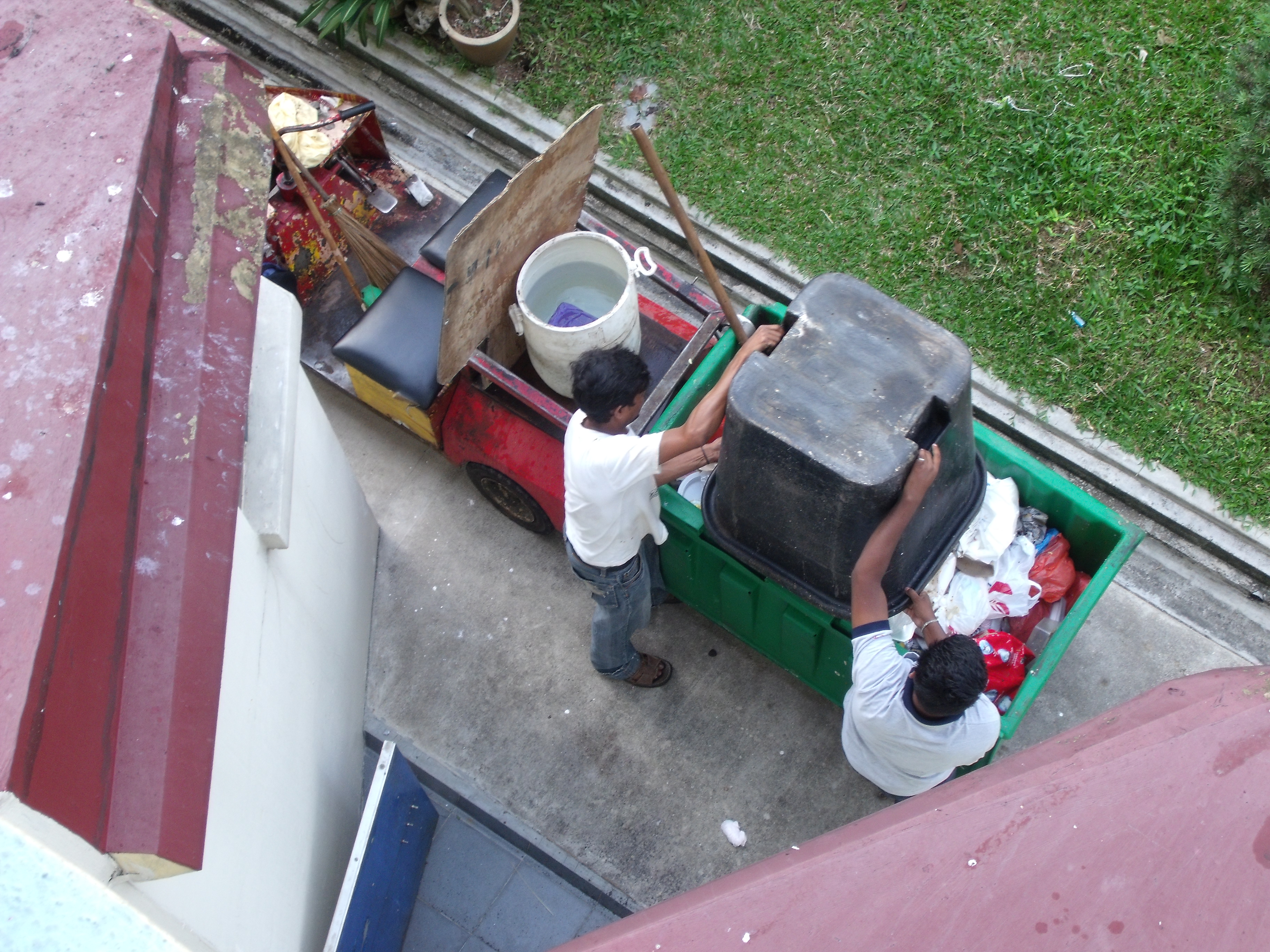
ごみを人力で収集する作業員たち（シンガポールのブキット・バトック・ウェストにて）

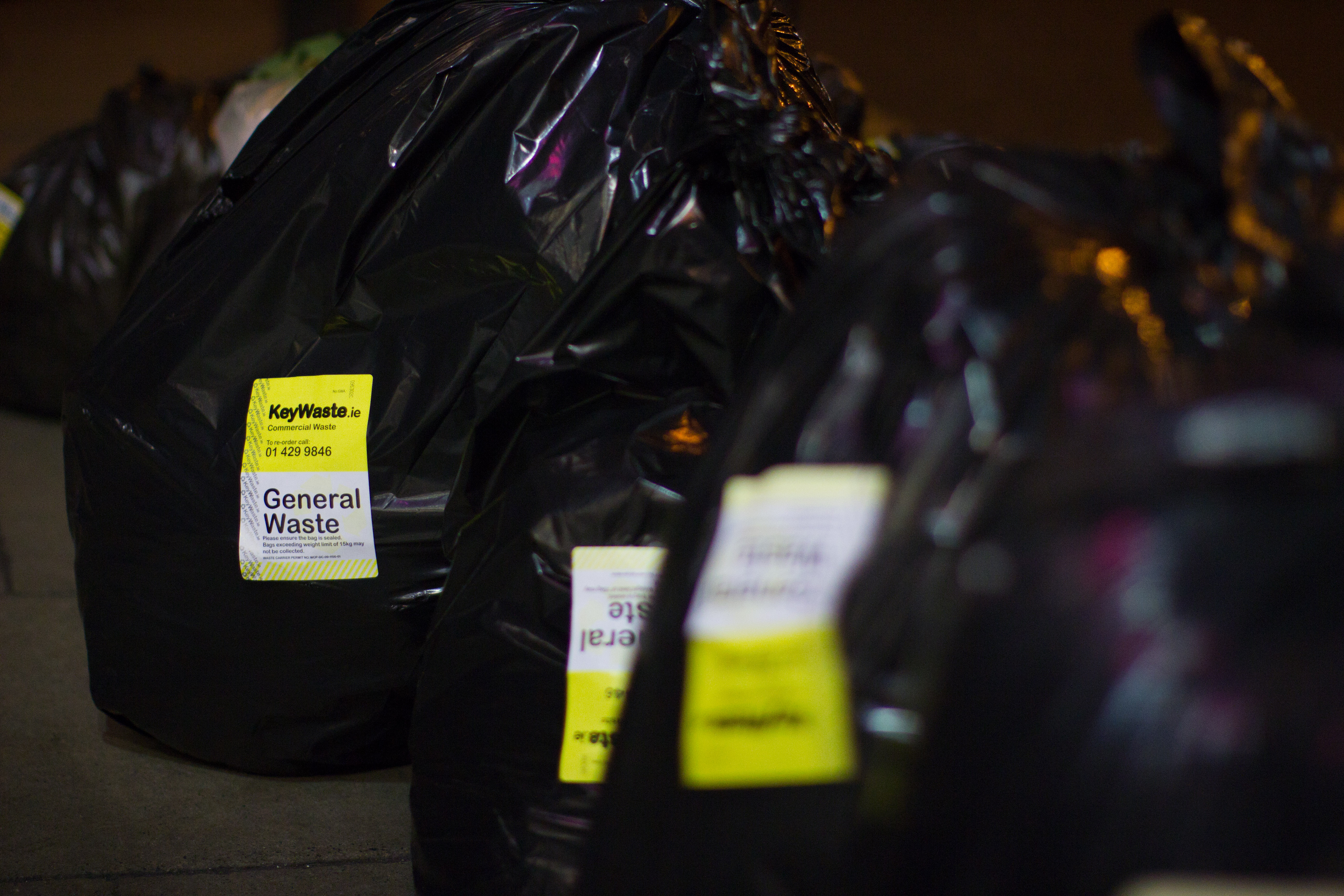
ステッカーを貼られ、歩道脇に置かれたごみ袋（アイルランドの首都ダブリンにて）

ごみ収集（ごみしゅうしゅう）は、廃棄物処理の工程の一つ。ごみ（ゴミ）を回収して、清掃工場や埋立処分が行われる場所へと運搬すること。ごみ収集には、地方自治体による廃棄物転換プログラムの取り組みの一環である、厳密には廃棄物ではないリサイクル可能なものの道路脇収集も含まれる。

## 家庭ごみ
経済的な先進国における家庭ごみは、通常、ごみ箱やリサイクル用の回収箱に入れられ、ごみ収集車を使うごみ収集作業員によって集められる。
しかし、メキシコやエジプトなどを含め、多くの開発途上国では、道路脇に置かれたごみ箱やごみ袋は、住民がごみ収集作業員に連絡しなければ、回収されないままとなる。
メキシコシティの住民は、各地区を巡回して頻繁に停車するごみ収集車のところまで、ごみを持っていかなければならない。ごみ収集作業員は、鐘を鳴らしたり、場合によっては叫び声を上げたりして、ごみの受け入れが可能であることを知らせる。住民たちは列を作り、各自のごみ箱を作業員に手渡すのである。地区によっては、その際にチップが期待されていることもある。民間のごみ収集の下請け作業員が、ごみ箱をのせた台車を押し、鐘を鳴らし、呼び声を上げながら、最大一日あたり5回、地区内を回っている場合もある。こうした民間の下請け作業員たちは、給料をもらっているわけではなく、もっぱらチップの受け取りに依存して生き延びている。彼らは、集めたごみを、後でごみ収集車のところへ持っていく。
ごみ収集車は、回収したごみをごみ一時保管所に運ぶこともよくあり、そこで、より大きな運搬車に積み替えられたごみは、埋立処分場や、その他の廃棄物処理施設へと運び直される。

### 日本
ごみ処理には費用がかかるうえ、埋立処分場も有限であるため、収集してもらうごみの出し方については、自治体ごとにルールが定められている。

#### 費用
リサイクル可能な資源ごみ（古紙や空き缶、ガラス瓶、ペットボトル等）は廃品回収に出すなど分別する、粗大ごみは個別に引き取りを申し込む仕組みになっているほか、一般家庭ごみでも回収を有料化する自治体がある。
この場合、市販されている自治体指定ごみ袋に入れないと回収しないルールになっていても、主たる目的は域外からの持ち込み防止などに限られていて販価で賄えるのは袋の製造・販売コストだけで、指定ごみ袋を導入済みの自治体がさらに費用を別途徴収する形で「有料化」を表明することもある（例：静岡県浜松市。

#### ごみ集積場（ごみステーション）の設置・管理
ごみは、複数戸やマンションごとに置かれる集積場（ごみステーション）で回収される。ごみの散乱や悪臭といったリスクもあるため、自宅前が集積場になっている住民が持ち回りにするよう求めて他の住民が難色を示したり、町会非加入・脱退者が利用を断られたりする例も見られ、訴訟に発展したケースもある。ごみを住民以外が出したり、カラスや野良猫などが荒らしたりするのを防ぐため檻に入れる方式にしている集積場もある。
ごみ集積場に出すための指定袋は、危険物（後述）が混入していないかなどをチェックするため半透明を仕様とする自治体があるほか、さらに記名式とされている地域もあるが、これにはプライバシー侵害やストーカー行為助長につながるという指摘もある。

#### 処理禁止物・排出禁止物
ごみ収集車内などで発火、破裂しかねないスプレー缶や電池類、作業員への感染リスクがある医療廃棄物#在宅医療廃棄物、有毒な薬品などの危険物のほか、家電リサイクル法などで一般ごみとしての廃棄が禁じられている物品などは回収しておらず、一般的な家庭ごみに混ぜて出さないよう各自治体が住民に注意喚起している。